# Crotonoideae
Sous-famille
Les Crotonoideae sont une sous-famille de plantes à fleurs de la famille des Euphorbiaceae.

## Liste des tribus
Selon NCBI (7 avril 2014) :
- tribu des Adenoclineae
- tribu des Aleuritideae
- tribu des Codiaeae
- tribu des Crotoneae
- tribu des Elateriospermeae
- tribu des Gelonieae
- tribu des Jatropheae
- tribu des Manihoteae
- tribu des Micrandreae
- tribu des Ricinocarpeae
- tribu des Ricinodendreae
- tribu des Trigonostemoneae